# Museu Municipal de la Batalla de Creta i de la Resistència nacional
El Museu de la Batalla de Creta i de la Resistència nacional és una institució creada per la municipalitat de Càndia (Heràkleion) després d'una exhibició de documents del període 1941-1945 feta el 1991 (50è aniversari de la batalla de Creta). És en un edifici al centre de la ciutat i conté milers de fotografies, pintures, dibuixos, banderes, emblemes, i altres objectes usats a la batalla de Creta o per la resistència als ocupants alemanys, així com llibres, monografies, assajos, diaris, revistes i similars sobre els temes. També inclou armes, uniformes, accessoris, objectes quotidians, etc., del mateix període. Un equip investigador ha reunit documentació de 10 països i al museu actua com a centre de recerca.